# Prazo de validade
Prazo de validade é o tempo de duração dado à comidas, bebidas, remédios, tintas e outros itens perecíveis antes de serem considerados inadequados para venda ou consumo. Em algumas regiões usam-se algumas expressões como "melhor usar antes de..." ou "data de utilização..." é necessária em alimentos perecíveis embalados.
Prazo de validade é o tempo que os produtos podem ser armazenados, durante o qual a qualidade definida de uma determinada proporção das mercadorias permanece aceitável ao abrigo do esperado (ou especificados) para as condições de distribuição, armazenamento e exibição.